# 井上貞蔵
井上 貞蔵（いのうえ ていぞう、1893年〈明治26年〉1月7日 - 1963年〈昭和38年〉8月12日）は、日本の商学博士。日本大学名誉教授。東京簿記学校名誉学長。明治大学商学部教授。

## 経歴
神奈川県都筑郡田奈村大字長津田（のち横浜市緑区長津田町）出身。井上傳五左衛門の二男。錦城商業学校、東京府立第四中学校を卒業。専門学校検定試験合格。
1917年、第一高等学校第一部文科を卒業。1920年、東京帝国大学経済学部を卒業。1922年、日本大学商学部講師。1924年、日本大学商学部教授兼学監心得。
1924年より1926年まで経済政策研究の為独逸及び英国に留学。1927年、日本大学商経学部教授兼学監。1936年、主論文「商業使用人問題の研究」及び副論文「商店法論」により「商学博士」を授与される。
日本大学商経学部長、東京商工奨励館長、繊維需給調整繊維製品配給各協議会専務理事、日本再建新生活連盟会長を歴任。
1950年、日本百貨共販社長に就任。1951年、東京月賦販売振興会会長に挙げられる。

## 人物
主張は民主自由主義。趣味は旅行、俳句、川柳、日本民謡、相撲見物、園芸。宗教は禅宗。住所は東京都文京区真砂町、中野区富士見町、横浜市港北区長津田町。
著書には『一経済学徒の断草』、『商業使用人問題の研究』、『商店法論』などがある。